# カッコウセンノウ
カッコウセンノウ（学名: Silene flos-cuculi）は、ナデシコ科センノウ属の多年草である。原産地はヨーロッパ。ヨーロッパやアジアに自生し、道端や湿度の高い牧草地で見られる。イギリスでは、農場の近代化や湿地の灌漑によりその数が減少し、既によく見られるものではなくなっている。しかし、アメリカ合衆国北部やカナダ東部にも帰化するようになった。日本には1996年に村田実憲が壱岐島勝本町の海岸の岩壁上で採取し、2001年に清水健美が同定したのが初の報告となる。

## 記載

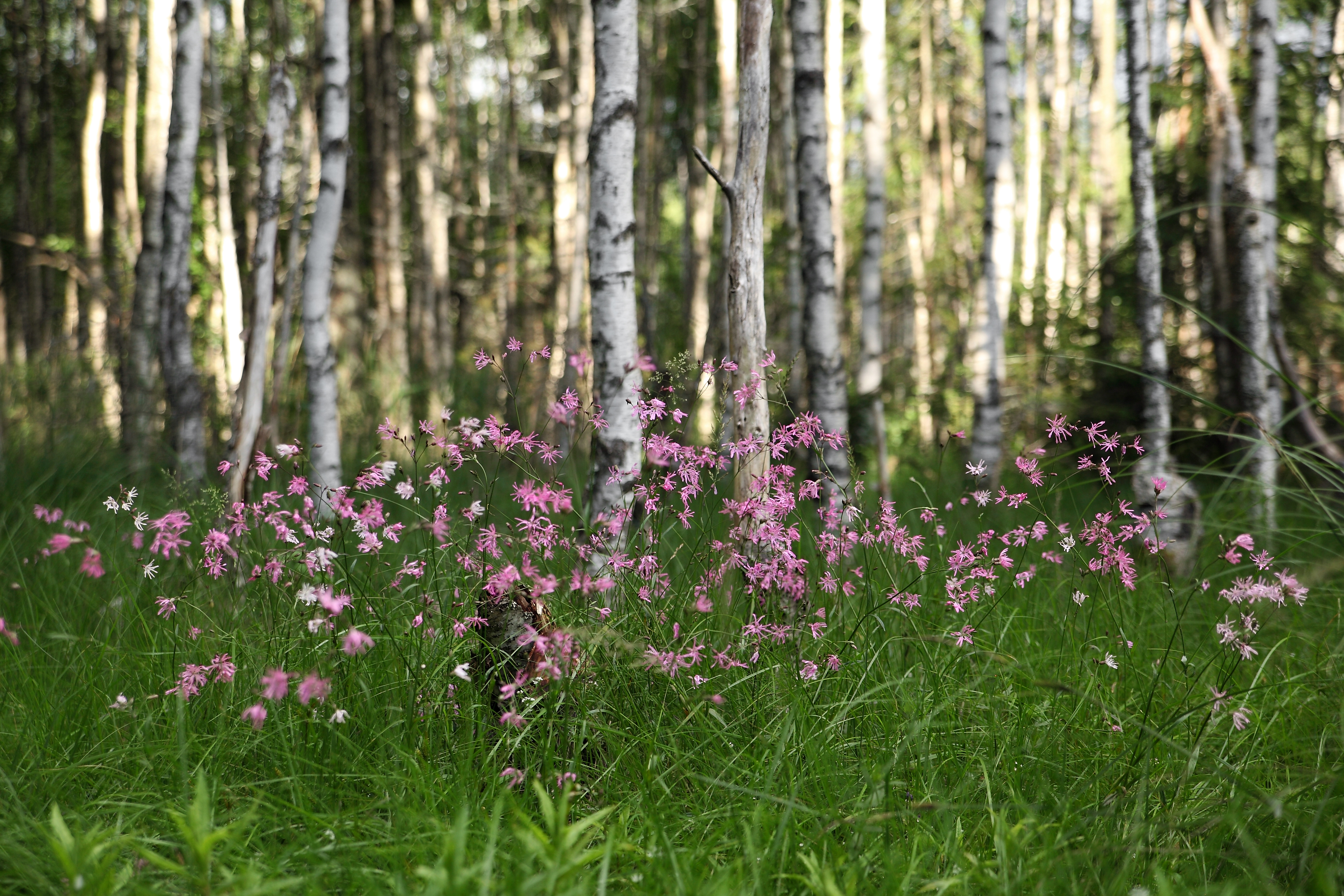
エストニアにおけるカッコウセンノウのコロニー

高さ20 - 90センチメートル (cm) の多数の花茎と地面に近いところの葉からなるロゼットを形成する。茎は葉の上に伸びており、茎の頂部付近は枝分かれしており、末端に幅3 - 4 cmのピンク色の花がつく。
葉は対生し、下の方の葉はへら状で茎が付いている。真ん中から上の方の葉は、細長い披針形で、先端は尖っている。全ての葉は、葉縁に鋸歯はない。茎には、下向きに棘のある毛が生えており、そのため粗い手触りである。
花期は5月から8月頃。花は、幅の狭い5枚の花弁の各々がさらに深い切込みで4つに分かれており、ボロボロになった印象を与えるため、英語では ragged-robin（ボロボロのコマドリ）と呼ばれる。萼筒には10本の雄蕊がある。
蜜を吸いにチョウやハチが集まる。他の種類の昆虫も多く訪れるが、汎用の送粉シンドロームに分類される。
果実は、先端が開いた6 - 10ミリメートル (mm) の小さなカプセル状で、その中に多くの小さな種子を含み、8月以降に見られる。

## 栽培
庭用の人気のある栽培品種には、以下のようなものがある。
- 'Alba' – white-flowered form
- Jenny='Lychjen'[9]
- 'Nana' – dwarf form (4 inches) with smaller leaf rosettes and shorter flower stems
- 'Petite Jenny'[10]
- 'White Robin'[11]